# Clo-Clo
Clo-Clo ist eine Operette in drei Akten des Komponisten Franz Lehár und des Librettisten Bela Jenbach. Die Uraufführung fand am 8. März 1924 im Wiener Bürgertheater statt. Das Werk wurde später auch unter dem Namen Lolotte bekannt. Der Komponist begann seine Arbeit am 24. August 1923. Am 14. Februar 1924 war das Werk mit der Fertigstellung des Klavierauszuges vollendet. Es war Lehárs letzte völlig beschwingte Operette. Die nachfolgenden Werke, beginnend mit Paganini, haben alle einen opernhaft-dramatischen Anhauch und ein tragisches Ende, was der musikalischen Qualität dieser Spätwerke sicher nicht schadete und dem Komponisten noch einige Erfolge einbrachten. Lehár begann seine Arbeit an Clo-Clo erst nach der Fertigstellung des ersten Aktes von Paganini. Dann unterbrach er diese Arbeit zu Gunsten von Clo-Clo.

## Handlung
Severin Cornichon, der Bürgermeister von Perpignan, ist einer von vielen Verehrern der Pariser Sängerin CloClo Mustache. Diese bittet den Bürgermeister gelegentlich brieflich um finanzielle Unterstützung, die dieser auch prompt leistet. In diesen Briefen tituliert CloClo den Bürgermeister zärtlich mit dem Wort Papa. Einer dieser Briefe fällt in die Hand von Melousine, der Frau des Bürgermeisters. Diese glaubt nun CloClo sei die Tochter ihres Mannes. Da ihre Ehe kinderlos geblieben ist, freut sie sich über die vermeintliche Stieftochter und fährt nach Paris, um sie kennenzulernen. Dort freunden sich die beiden Frauen an und Melousine will CloClo mit nach Perpignan nehmen und sie dort in ihre Familie aufnehmen. CloClo kommt dieses Angebot gerade Recht, weil sie von der Polizei gesucht wird, da sie einen Polizisten geohrfeigt hat. Als die beiden Frauen in Perpignan ankommen, wird die Lage für den Bürgermeister peinlich. Wohl oder übel muss er CloClo als seine Tochter anerkennen, obwohl sie es natürlich nicht ist. CloClo selbst erhält den Namen Babette und spielt die Unschuld vom Lande. Melousine stellt den Klavierlehrer Chablis ein, der die Erziehung ihrer vermeintlichen Stieftochter übernehmen soll. Chablis wiederum verliebt sich unglücklich in Babette (CloClo). Diese wird zwischenzeitlich auch noch von anderen Verehrern umschwärmt. Dann holt das Schicksal CloClo ein. Die Behörden haben die wahre Identität von Babette alias CloClo ermittelt. Nun wird sie wegen der Ohrfeige verhaftet und inhaftiert. Es gibt einen Skandal in Perpignan, und der Bürgermeister verliert vorübergehend sein Amt. Nach zwei Wochen wird CloClo aus dem Gefängnis entlassen. Der Bürgermeister und seine Frau adoptieren sie nun und CloClo heiratet Maxime ihren Freund aus ihren Pariser Tagen.

## Rezeption
Die Kritiker waren von dieser Operette zunächst begeistert. Es war vom Geist Jacques Offenbachs die Rede und es wurden sogar Parallelen zur Fledermaus von Johann Strauss gezogen. Bereits einen Monat nach der Uraufführung wurde das Werk in Budapest aufgeführt und 1930 wurde es in Paris gegeben. Danach wurde das Werk immer seltener gespielt. Zwischen 1971 und 2018 war es ganz von den Spielplänen der Theater verschwunden. Im Jahr 2018 gab es an der Ohio Light Opera in Wooster Ohio eine Renaissance dieser Operette in englischer Sprache. Diese Aufführung wurde mit dem August-Frosch Preis von BR-Klassik ausgezeichnet.
Am 10./11. August 2019 fanden beim Lehár Festival Bad Ischl Aufführungen dieses Werkes, das zuvor noch nie dort gegeben wurde, statt. Die Titelrolle der Clo-Clo Mustache sang Sieglinde Feldhofer, Gerd Vogel den Bürgermeister Severin Cornichon, Susanna Hirschler dessen Frau Melousine und Daniel Jenz die Rolle des Maxime de la Vallé. Das Label CPO plante, eine CD dieser Produktion herauszubringen, welche im Juni 2020 als Doppel-CD in den Handel gelangte.

## Musiknummern
Auf der oben erwähnten im Juni 2020 erschienen Doppel-CD sind folgende Musiknummern zu hören.
- Ouvertüre
- Nr. 1 Der Gong ertönt (Lied der Garde Clo-Clos, Chor)
- Nr. 2 Ich suche einen Mann (Clo-Clo)
- Nr. 3 Geh schön nach Haus (Duett Clo-Clo und Severin)
- Nr. 4 Wenn man über fünfzig ist (Severin)
- Nr. 5 Nur ein einziges Stündchen (Duett Clo-Clo, Maxime)
- Nr. 6 Ich geh auf's Land hinaus (Clo-Clo)
- Nr. 7 Finale I
- Nr. 8 Glocken klingen leise durch das Tal (Chor)
- Nr. 8 1/2 Einmal muss das süße Krokodilchen (Chor)
- Nr. 9 Liebes Kind hör die Mama (Terzett Clo-Clo, Severin, Melousine)
- Nr. 10 Ferne her, übers mehr, ... Feurige Tänzer (Clo-Clo-Severin)
- Nr. 11 Babette, ach wenn ich dich hätte (Clo-Clo-Chablis)
- Nr. 12 Komm lass dir ein Geheimnis sagen (Severin)
- Nr. 13 Droben im Himmel ... Kinder es ist keine Sünde (clo-Clo, Maxime)
- Nr. 14 Ich hab' La Garconne gelesen (Melousine)
- Nr. 15 Finale II (alle)
- Nr. 15 1/2 Vorspiel zum 3. Akt und Reminiszenz (Clo-Clo, Polizist)
- Nr. 16 Seht die Schaurige ... Ole-ola-ole (Clo-Clo, Severin)
- Nr. 17 Zu jeder Zeit gabs Narren ... Ein jeder Mensch hat seinen Spleen (Severin)
- Nr. 18 Sag Liebster wie gefall ich dir ... Gehen die Mädchen zu Bette (Clo-Clo, Maxime)
- Nr. 19 Schlußgesang (Finale III)